# فيلق المتطوعين البيلاروسي
فيلق المتطوعيين البيلاروسي (بالبيلاروسية: Беларускі добраахвотніцкі корпус) هو تشكيل عسكري لمتطوعين بيلاروسيين يقاتلون لصالح القوات المسلحة الأوكرانية. تشكل في 2022 خلال الغزو الروسي لأوكرانيا.

## تاريخه
أعلن إيهور «يانكي» يانكوف وأندريه «بيزسمرتني» تروتسيفسكي وروديون «جينا» باتولين عن إنشاء فيلق المتطوعين البيلاروسي في 25 ديسمبر 2022، من عدة وحدات بيلاروسية مختلفة كانت تقاتل الجيش الروسي في أوكرانيا.
كان قادة التشكيل الجديد أعضاء في وحدات متطوعين مختلفة فيما مضى. وهكذا جمع «يانكي» قائد الوحدة البيلاروسية في كتيبة المتطوعين الأوكرانية «الإخوة»، مدفعجي مجموعة «العرف والنظام» الأوكرانية وقائد كتيبة «تيتان» الدولية. كان روديون باتولين معروفاً بأنه أحد أقرب شركاء سيرهي «بوتسمان» كوروتكي قبل بدء الحرب الشاملة، وأصبح فيما بعد ممثلًا لكتيبة «الرعب». انفصل هذا التشكيل عن فوج كاستوس كالينوفسكي في صيف 2022 وعمل كوحدة مستقلة قبل الانضمام إلى فيلق المتوعين البيلاروسي.
شاركت الوحدة في غارات بيلغورود أوبلاست 2023 من خلال كتيبة الرعب جنباً إلى جنب مع فيلق المتطوعين الروسي وفيلق المتطوعين البولندي.